# Jarmila Müllerová
Jarmila „Dadla“ Müllerová (později Suková, 25. února 1901 České Budějovice - 24. dubna 1944 Praha) byla československá plavkyně, jejíž hlavní disciplínou byl znak.
Dne 29. července 1923 zaznamenala v disciplíně 100 m znak čas 1:35,0, díky kterému byla na chvíli držitelkou světového rekordu.
Reprezentovala Československou republiku na Letních olympijských hrách 1924 v Paříži, kde v disciplíně 100 m znak skončila na 5. místě s časem 1:31,2.
Jako místo narození se udává i Bratislava.

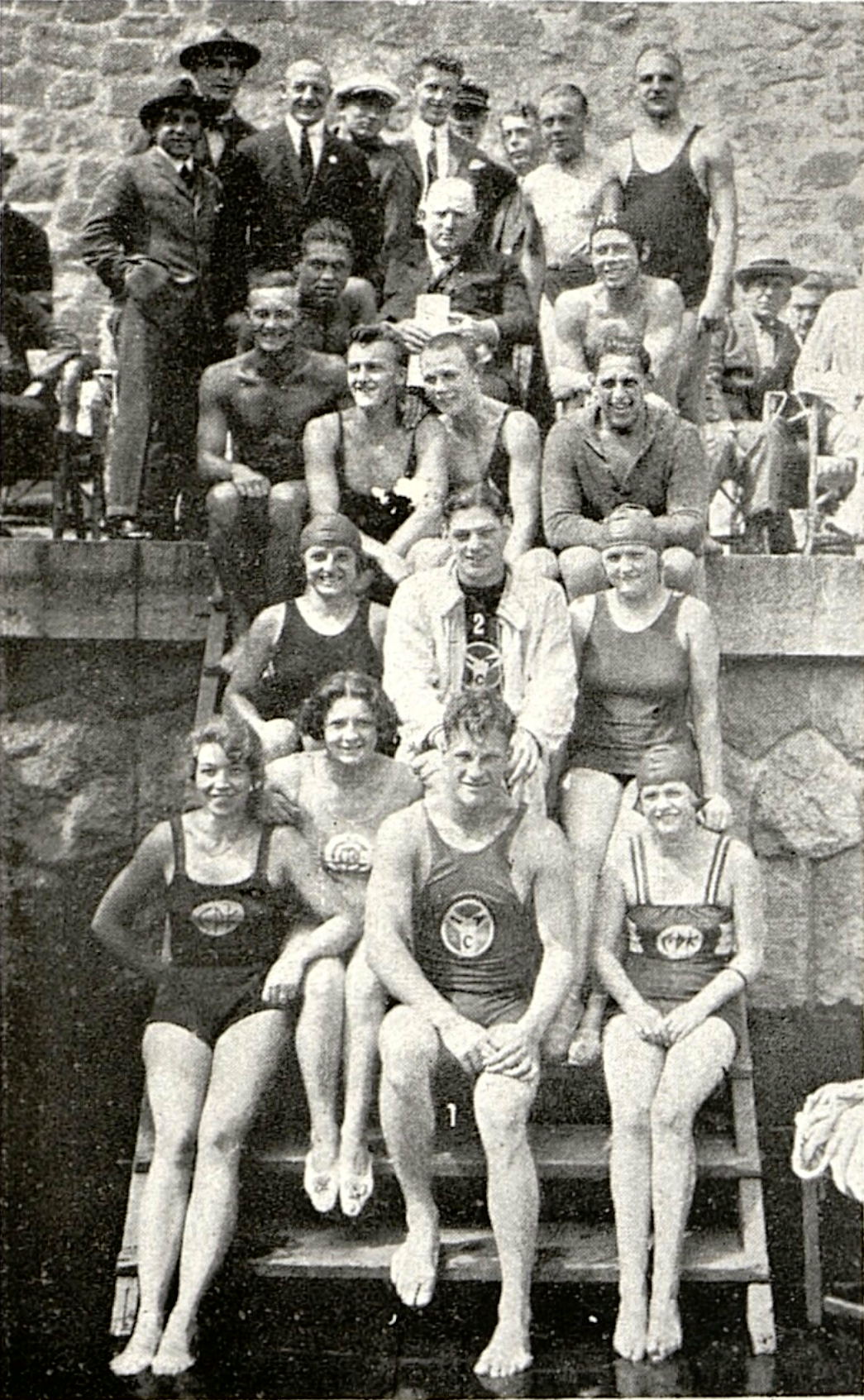
Jarmila Müllerová (první řada vlevo) v roce 1924 na společné fotografii s olympijským vítězem Johnny Weissmüllerem
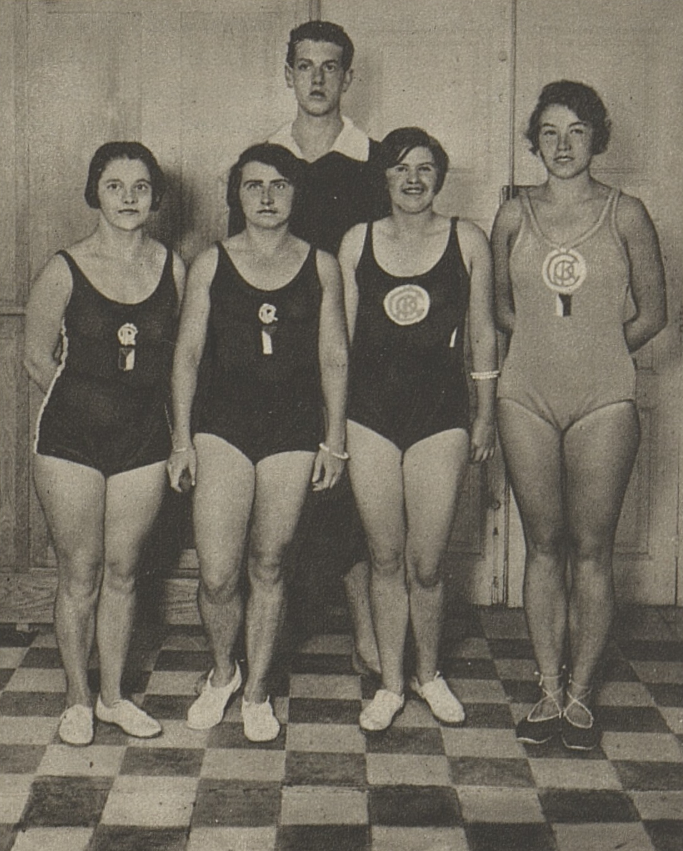
Krongeigerová, Friedländerová, Tautermannová a Jarmila Müllerová v roce 1929 s manažerem klubu ČPK Praha Hauptmannem